# If It's Lovin' that You Want
If It's Lovin' that You Want è una canzone R&B scritta da Samuel Barnes, Scott La Rock, Makeba, Jean Claude Oliver, Alexsander Mosely e Lawrence Parker ed è il secondo singolo dell'album di debutto di Rihanna : Music of the Sun.
Prodotta da Poke & Tone, è stata scelta come secondo singolo, dopo il successo di Pon de Replay. Il singolo raggiunge la trentacinquesima posizione della  Billboard Hot 100; la sua prima Top 40 e la sua seconda top 20 nel Regno Unito.
A causa dell'uscita del suo secondo album A Girl like Me dopo soli 8 mesi dal suo album di debutto, If It's Lovin' that You Want fu l’ultimo singolo estratto dall’album. Questo singolo ha un seguito, If It's Lovin' that You Want, Pt. 2 (con Cory Gunz) incluso nello stesso A Girl like Me.

## Video musicale
Il video della canzone è stato girato a Malibù, nella Contea di Los Angeles in California, diretto da Marcus Raboy nel 2005, lo stesso anno dell'uscita del singolo. Scene del video mostrano un falò e la danza del ventre.
Il video inizia con Rihanna che si trova in spiaggia vicino al mare, guarda lo schermo e pronuncia i primi versi della canzone, con indosso un costume viola. Si alternano scene che la vedono a bordo di una moto d'acqua. Durante il ritornello la si vede ballare sulla spiaggia con delle ragazze, mentre intanto s'alternano le scene di ella stessa che adocchia lo spettatore.
La ritroviamo poi ancora in spiaggia a danzare oppure distesa, con un vestito ambrato e poi  con un reggiseno dorato e un pareo ambrato. Mentre balla la vediamo insieme ad alcuni ragazzi, oppure mentre si rivolge allo spettatore. Le scene la mostrano anche al mare mentre si muova in modo provocante, o in gruppo con le sue ballerine. L'ultima scena inquadra il primo piano della cantante che sorride e lo schermo s'oscura.

## Tracce
UK Promo CD
(Released: November 21, 2005)
1. If It's Lovin' that You Want (Radio Edit) – 3:27
2. If It's Lovin' that You Want (Instrumental) – 3:21

UK Vinyl, 12", Promo
1. If It's Lovin' that You Want (Radio Edit) – 3:27
2. If It's Lovin' that You Want (Instrumental) – 3:21
3. If It's Lovin' that You Want (A Capella) – 3:20

Australia Maxi-CD Single
1. If It's Lovin' that You Want (Album Version) – 3:27
2. If It's Lovin' that You Want (Instrumental) – 3:21
3. Pon de Replay (Norty Cotto Remix) – 7:32
4. If It's Lovin' that You Want (Video) – 3:30

Germania Maxi-CD Single
(Released: December 2, 2005)
1. If It's Lovin' that You Want (Album Version) – 3:27
2. If It's Lovin' that You
Want (Instrumental) – 3:21
3. Pon de Replay (Norty Cotto Remix) – 7:32
4. If It's Lovin' that You Want (Video) – 3:30

Europa / Regno Unito CD Single
1. If It's Lovin' that You Want (Album Version) – 3:27
2. If It's Lovin' that You Want (Remix Featuring Corey Gunz) – 3:49

## Classifiche

### Classifiche settimanali
| Classifica (2005-06) | Posizione massima |
| -------------------- | ----------------- |
| Australia            | 9                 |
| Austria              | 31                |
| Belgio (Fiandre)     | 25                |
| Belgio (Vallonia)    | 52                |
| Germania             | 25                |
| Irlanda              | 8                 |
| Italia               | 22                |
| Nuova Zelanda        | 9                 |
| Paesi Bassi          | 13                |
| Regno Unito          | 11                |
| Stati Uniti          | 36                |
| Svizzera             | 19                |

### Classifiche di fine anno
| Classifica (2006) | Posizione |
| ----------------- | --------- |
| Australia         | 64        |

## Date di pubblicazione
| Paese       | Data            | Formato               | Etichetta |
| ----------- | --------------- | --------------------- | --------- |
| Australia   | 2 dicembre 2005 | CD, Download digitale | Def Jam   |
| Irlanda     | 2 dicembre 2005 | Download digitale     | Def Jam   |
| Germania    | 2 dicembre 2005 | Download digitale     | Universal |
| Norvegia    | 2 dicembre 2005 | Download digitale     | Def Jam   |
| Regno Unito | 2 dicembre 2005 | CD                    | Mercury   |